# Apple A12X
Apple A12X Bionic — 64-бітна система на кристалі, розроблена компанією Apple Inc. Вперше використана у 11-дюймовому iPad Pro і третьому поколінні 12,9-дюймового iPad Pro, які були презентовані 30 жовтня 2018 року. A12X — це модифікація чипа A12, і за твердженням Apple, він на 35 % швидший в одноядерних завданнях і на 90 % швидший в багатоядерних завданнях, ніж його попередник A10X.

## Опис
A12X оснащений розробленим Apple 64-бітним ARMv8-A восьмиядерним процесором, з чотирма високопродуктивними ядрами Vortex та чотирма енергозберігаючими ядрами Tempest. Це перша система на кристалі компанії Apple, що оснащена восьмиядерним процесором. A12X має семиядерний графічний процесор (GPU) розроблений Apple, який удвічі перевершує графічну продуктивність A10X. У A12X вбудований співпроцесор руху M12. A12X включає в себе спеціалізоване нейронне мережеве обладнання, яке компанія Apple називає «Наступне покоління Neural Engine». Ця нейронна мережа апаратного забезпечення, як і в A12, може виконувати до 5 трильйонів операцій в секунду.
A12X виробляється компанією TSMC, із застосуванням 7 нм техпроцес FinFET, і містить 10 млрд транзисторів, в той час як A12 має 6,9 млрд.

## Використання
- 11-дюймовий iPad Pro
- Третє покоління 12.9-дюймового iPad Pro